# (68325) Begues
(68325) Begues (2001 HO16) – planetoida z grupy pasa głównego asteroid okrążająca Słońce w ciągu 5,34 lat w średniej odległości 3,05 j.a. Odkryta 23 kwietnia 2001 roku.